# 이오 화산 관측선
이오 화산 관측선은 목성의 중력을 이용해 스윙바이하여 이오의 화산을 관측하는 우주선이다. 2010년~2015년 간 디스커버리 프로그램의 일환으로 추진되었다. 원래는 DSMES 프로그램의 일환이었다. 이후 계획이 계속 수정되었으며, 목적도 조금씩 바뀌었는데, 현재의 목적은 이오의 화산 폭발을 자세히 관측하고 화산재의 성분을 분석하는 것이다.

## 역사와 제작 배경
원래 DSMES 프로그램의 일환이었으나, DSMES 프로그램의 일환으로 추진되지 못하고 디스커버리 계획에 편입하여 추진되었으나, 한 번도 디스커버리 계획의 일환으로 추진되지 않았다.

## 과학장비
1. RCam:이오의 사진을 찍어 화산 폭발, 지각 운동 등을 집중적으로 찍어내는 것이 목적이다.[9]
2. Thm:적외선 촬영기로, 화산재의 온도, 용암의 온도 등을 알아내는 것이 목적이다.[10]
3. INMS:질량 분석기로, 대기 구조, 화산재 구성 성분, 표면 성분 등을 분석할 예정이다.[11]
4. FGM:자기장 분석기로, 목성의 자기장과 이오의 자기장을 분석하는 것이 목표다.[12]

## 발사
미정이다.

## 지원, 개발, 투자
- NASA
- JPL
- SwRI
- USGS
- Arizona
- IGEP
- APL
- LPI
- MIT
- 레이시온

## 같이 보기
- FIRE (우주선)